# DPP-4阻害薬

シタグリプチン：DPP-4阻害薬のリード化合物

DPP-4阻害薬とGLP-1の作用

ジペプチジルペプチダーゼ4阻害薬（ジペプチジルペプチダーゼ4そがいやく、Dipeptidyl peptidase 4 inhibitor、DPP-4阻害薬）またはグリプチン（gliptin）は、ジペプチジルペプチダーゼ-4（DPP-4）という酵素を阻害する経口血糖降下薬の一種である。2型糖尿病の治療に使用される。
この系統の最初の薬剤であるシタグリプチンは、2006年に米国で、2009年に日本で承認された。
グルカゴンは血糖値を上昇させるが、DPP-4阻害薬はグルカゴンと血糖値を低下させる。DPP-4阻害薬のメカニズムは、インクレチン量（GLP-1、GIP）を増加させ、グルカゴン放出を抑制することで、インスリン分泌を増加させ、胃排出を減少させ、血糖値を低下させるというものである。
2018年のメタアナリシスでは、2型糖尿病患者における全死亡、心血管死亡、心筋梗塞、脳卒中に対するDPP-4阻害薬の有利な効果は認められなかった。

## 副作用
すでにスルホニル尿素を服用している患者がDPP-4阻害薬を服用すると、低血糖のリスクが高くなる。
副作用は、鼻咽頭炎、頭痛、吐き気、心不全、過敏症、皮膚反応などである。 
米国食品医薬品局（FDA）は、シタグリプチン、サキサグリプチン、リナグリプチン、アログリプチンなどの2型糖尿病治療薬が関節痛を引き起こし重症で障害が残る可能性があると警告している。FDAは、ジペプチジルペプチダーゼ-4（DPP-4）阻害薬と呼ばれるこの薬効群の全薬剤のラベルに、このリスクに関する警告と注意を新たに追加した。しかし、DPP-4阻害薬使用者の関節リウマチのリスクを評価した研究では結論が出ていない。
2014年のレビューでは、サキサグリプチンおよびアログリプチンによる心不全のリスク増加が認められ、2016年にFDAは関連する薬剤のラベルに警告を追加した。
2018年のメタアナリシスでは、DPP-4阻害薬の使用は、プラセボまたは無治療と比較して、急性膵炎の発症リスクが58%増加することが示された。
2018年の観察研究では、炎症性腸疾患（具体的には潰瘍性大腸炎）の発症リスクの上昇が示唆され、3～4年の使用でピークに達し、4年以上使用すると減少することが示された。

### 癌
DPP-4阻害薬のシタグリプチンを投与したラットおよび臓器提供者の膵臓に前がん病変が認められたとの報告を受け、米国食品医薬品局および欧州医薬品庁はそれぞれ、DPP-4阻害薬と膵臓癌の関連性の可能性に関するすべての臨床および前臨床データの独立したレビューを実施した。New England Journal of Medicine 誌への共同書簡では、因果関係の可能性に関して最終的な結論には至っていないことを表明している。
2014年のメタアナリシスでは、DPP-4阻害薬による治療を受けている患者の膵臓癌リスクが増加するという証拠は見つからなかったが、利用できるデータが限られているため、リスクの可能性を完全に除外することはできなかった。

## 作用機序

### グルカゴン様ペプチド1（GLP-1）の代謝作用
GLP-1というホルモンは、インクレチンホルモンに属する。膵臓の膵島細胞のほか、小腸上部、回腸遠位部、大腸で産生される。食物を摂取すると、GLP-1の濃度はグルコース依存的に上昇し（インクレチン効果）、膵臓のβ細胞のインスリン分泌を増加させ、α細胞のグルカゴン分泌を減少させることで血糖の低下につながる。さらに、膵外作用により、胃の排出が遅くなり、満腹感が刺激される。GLP-1の活性は、ジペプチジルペプチダーゼ4による不活性代謝物への分解により制限される。

### グリプチンの薬理作用
ジペプチジルペプチダーゼ4の阻害薬は、分解酵素を阻害することによりグルカゴン様ペプチド1（GLP-1）の分解を抑制する。その結果、インスリン分泌は食事摂取後にのみ増加し、その時のみGLP-1の血中濃度が増加する。この作用原理により、低血糖の発生を防ぐことができる。これらの活性物質を含む医薬品は経口的に吸収され、耐容性に優れている。

### 遷移状態阻害薬
遷移状態阻害薬は、現在の処治療上の意義はない。この阻害薬は、DPP-4という切断酵素の活性部においてGLP-1が切断される過程を阻害し、最初のステップである中間体（一時的に存在する中間状態）の形成は行われるが、その空間構造により基質の切断がさらに進行することを阻害する。

### 結合阻害薬
DPP-4の活性部位には疎水性ポケットが存在する。酵素の中で非極性、非イオン性のアミノ酸が優勢な領域である。結合阻害薬は、分子の疎水性部分が同様に非極性であるため、この活性部位の疎水性領域に存在することができる。結合阻害薬は、分子内の他の場所に1つ以上の正電荷の化学基を含み、活性部位の負電荷環境へ浸透しやすくなっている。阻害薬が活性部位に存在することで、GLP-1の身代わりとなって切断を防ぐことができる。このプロセスを競合阻害という。現在、治療上重要なのは結合阻害薬である。

## 実例
DPP-4阻害薬に属する医薬品として以下のものが知られている。
- シタグリプチン（米国で2006年に承認）
- ビルダグリプチン（EUで2007年に承認）
- サキサグリプチン（英語版）（米国で2009年に承認）
- リナグリプチン[17]（米国で2011年に承認）
- ゲミグリプチン[18]（韓国で2012年に承認）
- アナグリプチン[19]（日本で2012年に承認）
- テネリグリプチン[20]（日本で2012年に承認）
- アログリプチン（米国で2013年に承認）
- トレラグリプチン（日本で2015年に承認）
- オマリグリプチン[21]（日本で2015年に承認）
- エボグリプチン[22]（韓国で承認済）
- ゴソグリプチン[23]（ロシアで承認済）

その他、DPP-4を阻害する可能性のある化学物質は以下の通り。
- ベルベリンはメギ属の植物に含まれるアルカロイドで、ジペプチジルペプチダーゼ-4を阻害するので、その抗高血糖活性を少なくとも部分的に説明できる。